# Franck Olivier
Franck Olivier (bürgerlich: Claude Vangansbeck; * 1948 in Gozée; † 8. November 2021) war ein belgischer Schlagersänger und Komponist.

## Leben
Neben seinen eigenen Schlagern und Balladen, die ab den 1970er-Jahren auf den Markt kamen, komponierte er auch für Claude François und für Lara Fabian. 
Er nahm am Eurovision Song Contest 1985 zusammen mit Diane Solomon, Malcolm Roberts, Ireen Sheer, Margo und Chris Roberts für Luxemburg teil. Trotz des großen Aufgebots konnte die Gruppe mit dem dreisprachigen (überwiegend französischen, in kleineren Teilen englischen beziehungsweise deutschen) Lied Children, Kinder, Enfants nur den 13. Platz erreichen.
Er zog im Jahr 1989 nach Québec und gründete dort sein eigenes Musiklabel Trans Euro Music. Im Jahr 2010 zog er wieder nach Belgien zurück und war weiterhin als Sänger aktiv.

## Diskografie (Auswahl)

### Alben
| Jahr | Titel           | Höchstplatzierung, Gesamtwochen, AuszeichnungChartsChartplatzierungen (Jahr, Titel, Platzierungen, Wochen, Auszeichnungen, Anmerkungen) | Anmerkungen |
| Jahr | Titel           | BEW | Anmerkungen |
| ---- | --------------- | --- | ----------- |
| 2007 | Tous les succès | BEW45 (11 Wo.)BEW |             |
| 2018 | Best of         | BEW67 (9 Wo.)BEW |             |

### Singles
| Jahr | Titel Album            | Höchstplatzierung, Gesamtwochen, AuszeichnungChartsChartplatzierungen (Jahr, Titel, Album, Platzierungen, Wochen, Auszeichnungen, Anmerkungen) | Anmerkungen |
| Jahr | Titel Album            | FR | Anmerkungen |
| ---- | ---------------------- | --- | ----------- |
| 1986 | Astro le petit robot – | FR33 (5 Wo.)FR |             |